# Karl Angerer
Karl Angerer (Berchtesgaden, 18 luglio 1979) è un bobbista tedesco.

## Palmarès

### Mondiali
- 3 medaglie:
  - 1 oro (gara a squadre a St. Moritz 2007);
  - 2 argenti (bob a quattro, gara a squadre a Königssee 2011).

### Europei
- 2 medaglie:
  - 2 bronzi (bob a due a St. Moritz 2009; bob a quattro a Winterberg 2011).

### Mondiali juniores
- 3 medaglie:
  - 1 oro (bob a due a Cortina 2004);
  - 1 argento (bob a quattro a Cortina 2004).

### Coppa del Mondo
- Miglior piazzamento in classifica generale nel bob a due maschile: 3° nella stagione 2009/10;
- Miglior piazzamento in classifica generale nel bob a quattro maschile: 4° nella stagione 2010/11;
- Miglior piazzamento in classifica generale nella combinata maschile: 4° nella stagione 2009/10;
- 15 podi (7 nel bob a due, 7 nel bob a quattro, 1 nelle gare a squadre):
  - 4 vittorie (1 nel bob a due, 2 nel bob a quattro, 1 nelle gare a squadre);
  - 5 secondi posti (3 nel bob a due, 2 nel bob a quattro);
  - 6 terzi posti (3 nel bob a due, 3 nel bob a quattro).

#### Coppa del Mondo - vittorie
| Data            | Luogo     | Paese    | Disciplina                                                                                   |
| --------------- | --------- | -------- | -------------------------------------------------------------------------------------------- |
| 7 dicembre 2008 | Altenberg | Germania | a quattro con Andreas Udvari, Matej Juhart e Gregor Bermbach                                 |
| 11 gennaio 2009 | Königssee | Germania | a quattro con Andreas Udvari, Alex Mann e Gregor Bermbach                                    |
| 10 gennaio 2010 | Königssee | Germania | gara a squadre con Andreas Udvari, Frank Rommel, Sandra Kiriasis, Anja Winter e Marion Thees |
| 4 dicembre 2010 | Calgary   | Canada   | a due con Gregor Bermbach                                                                    |